# خوشمردان
خوشمردان، روستایی است از توابع بخش روداب و در شهرستان سبزوار استان خراسان رضوی ایران.
```
آب و هواي كوهستاني داشته و محصولات تجاري آن گردو و 
بادام
 است.
```

## جمعیت
این روستا در دهستان خواشد قرار داشته و بر اساس سرشماری سال ۱۳۸۵ جمعیت آن ۱۷۱ نفر (۶۲ خانوار)
بوده است.